# Catenularia macrospora
Catenularia macrospora är en svampart som beskrevs av S. Hughes 1965. Catenularia macrospora ingår i släktet Catenularia och familjen Chaetosphaeriaceae.   Inga underarter finns listade i Catalogue of Life.